# ویونهوئه
sdtatic_image_captionویونهوئهlongitudeویونهوئهlatitudeویونهوئه
ویونهوئه (به انگلیسی: Wivenhoe) یک منطقهٔ مسکونی در انگلستان است که در شرق انگلستان واقع شده‌است.

## خصوصیات
ویونهوئه ۷٬۲۲۱ نفر جمعیت دارد.